# 博扬·普列舍伦
博扬·普列舍伦（1962年8月4日—），斯洛文尼亚男子赛艇运动员。他曾代表南斯拉夫参加1988年夏季奥林匹克运动会赛艇比赛，获得男子双人单桨无舵手铜牌。